# Želino
Zjelino (Macedonisch: Желино; Albanees: Zhelina) is een gemeente in Noord-Macedonië.
Zjelino telt 24.390 inwoners (2002). De oppervlakte bedraagt 201,04 km², de bevolkingsdichtheid is 121,3 inwoners per km². Bijna alle inwoners zijn etnische Albanezen. Slechts 71 mensen, ofwel 0,3% van de bevolking, is etnisch Macedonisch.